# August Julius Jacobi
August Julius Jacobi (* 22. Oktober 1818 in Sulingen im Landkreis Diepholz; † im 19. Jahrhundert) war ein deutscher Landwirt und  Mitglied des Kommunallandtags Kassel.

## Leben
August Jacobi war ein Sohn des Bernhard Jacobi und dessen Ehefrau Eleonore Amalie Lüning.
Von 1845 an war er Pächter eines Guts und wurde in dieser Funktion am 21. August mit 988 Stimmen aus der Gruppe der Grundbesitzer zum Abgeordneten des Kommunallandtags des preußischen Regierungsbezirks Kassel gewählt. Das Parlament setzte sich – wie die Kurhessische Ständeversammlung – aus Vertretern des Adels (Prinzen, Standesherren und Ritter), der Städte und des Bauernstandes (Gutsbesitzer) zusammen.
Jacobi war Mitglied im Legitimationsprüfungsausschuss und im Hauptausschuss und blieb bis 1879 in dem Parlament.